# Lagoa Papari
Lagoa Papari är en sjö i Brasilien.   Den ligger i delstaten Rio Grande do Norte, i den östra delen av landet, 1 800 km nordost om huvudstaden Brasília. Lagoa Papari ligger 1 meter över havet. Arean är 3,5 kvadratkilometer. Den sträcker sig 1,8 kilometer i nord-sydlig riktning, och 4,3 kilometer i öst-västlig riktning.
Omgivningarna runt Lagoa Papari är en mosaik av jordbruksmark och naturlig växtlighet. Runt Lagoa Papari är det ganska tätbefolkat, med 104 invånare per kvadratkilometer.